# Hradec u Hudčic
Hradec u Hudčic je pravěké a raně středověké hradiště jihozápadně od Martinic u Březnice v okrese Příbram ve Středočeském kraji. Nachází se v katastrálním území Martinice u Březnice, ale v literatuře bývalo označováno podle blízkých Hudčic. Areál hradiště je chráněn jako kulturní památka.

## Historie
Hradiště na Hradci bylo vybudováno v pozdní době halštatské a sloužilo do časné doby laténské. Vrch kopce byl znovu osídlen nejspíše v osmém až devátém století během doby hradištní. Datování umožnily zlomky keramiky, které při dvou archeologických výzkumech v letech 1947 a 1950 získal Bedřich Dubský.

## Stavební podoba
Jednodílné hradiště bylo postaveno na vrcholu vrchu Hradec (531 metrů), který je součástí Benešovské pahorkatiny. Mělo pravděpodobně oválný půdorys a rozloha měřila asi 0,7 hektaru. Původní rozloha je nejasná, protože terén lokality poničilo několik lomů. Těžbě kamene podlehla i většina valů. Z opevnění se tak dochoval jen 45 metrů dlouhý úsek nízkého valu na severovýchodě, ale původní hradba nejspíše obklopovala celý vrchol kopce. Složení valu naznačuje, že konstrukce hradby byla kamenohlinitá, ale archeologicky zkoumána nebyla. Pozůstatkem opevnění může být také terasovitá úprava jihozápadní části hradiště, která se nachází o 1,5–2 metry výše než okolní terén. Bedřich Dubský na hradišti odkryl polovinu zemnice se slovanskou keramikou, jejíž druhou polovinu asi čtyřicet let před ním vykopal březnický školní ředitel Jan Kout.